# Фрюхтль, Кристиан
Кри́стиан Фрюхтль (нем. Christian Früchtl; род. 28 января 2000, Бишофсмайс, Бавария) — немецкий футболист, вратарь итальянского клуба «Лечче».

## Клубная карьера
Фрюхтль — воспитанник клуба «Бавария». В январе 2016 года, спортивный директор мюнхенцев Маттиас Заммер отмечал «игровые качества и талант» вратаря. В 2017 году стал победителем чемпионата Германии по футболу (до 17 лет) в составе юниоров «Баварии», сыграл в 17 матчах турнира. В октябре 2017 года он был включён британской газетой The Guardian в список 60 лучших молодых игроков 2000 года рождения.
В сезоне 2017/2018 был включён в заявку дублёров «Бавария II». 15 августа 2017 года в матче против «Гархинг» он дебютировал в Региональной лиге «Бавария». 14 мая 2022 года в матче последнего тура немецкой Бундеслиге против «Вольфсбурга» он дебютировал в основном составе мюнхенской «Баварии».
В июле 2022 года, Фрюхтль стал игроком венской «Аустрии». 22 июля 2023 года в матче против «Ред Булл Зальцбург» он дебютировал в австрийской Бундеслиге.

## Достижения

### Командные
«Бавария»
- Чемпион Германии (4): 2017/18, 2018/19,2019/20, 2021/22
- Обладатель Суперкубка Германии: 2017